# San Juan Jabloteh
Actualités
Le San Juan jabloteh Sports Club était un club de football basé à San Juan à Trinité-et-Tobago. Fondé en 1974 avec l'objectif de développer les conditions socio-économiques et morales des jeunes de la ville et de ses environs. Il a cessé ses activités le 2 juillet 2012 avant de reprendre pour la saison 2013-2014.
Il participe au championnat de Trinité-et-Tobago évoluant dans sa première division. Depuis la création du championnat professionnel en 1999, le club en est l'un des clubs phares.

## Histoire
Harry Hospedales, président du Jabloteh annonce le 7 juillet 2012 la cessation d'activité de l'équipe professionnelle du club qui ne participera pas à la saison 2012-2013 de TT Pro League.
Après une saison d'absence, le Jabloteh fait son retour en TT Pro League en 2013.

## Palmarès
- CFU Club Championship (1) :
  - Vainqueur : 2003
  - Finaliste : 2006

- Championnat de Trinité-et-Tobago (4) :
  - Champion : 2002, 2003, 2007 et 2008
  - Vice-champion : 2005 et 2009

- Coupe de Trinité-et-Tobago (2) :
  - Vainqueur : 1998 et 2005

- Coupe FCB de Trinité-et-Tobago (2) :
  - Vainqueur : 2000 et 2003
  - Finaliste : 2005

- Coupe Pro Bowl de Trinité-et-Tobago (3) :
  - Vainqueur : 2003, 2005 et 2006
  - Finaliste : 2001 et 2004

- Coupe Toyota Classic de Trinité-et-Tobago (1) :
  - Vainqueur : 2008
  - Finaliste : 2005, 2007 et 2009

## Anciens joueurs
- Nicholas Addlery
- Shandel Samuel
- Earl Jean
- Marvin Andrews
- Cyd Gray
- Cornell Glen
- Khaleem Hyland
- Kelvin Jack
- Josh Johnson
- Collin Samuel
- Jason Scotland
- Aurtis Whitley
- Anthony Wolfe

## Logo du club

Ancien logo
Logo  hatuelle